# 奥尼费里
奥尼费里（義大利語：Oniferi），是意大利撒丁大区努奥罗省的一个市镇。总面积35.62平方公里，人口940人，人口密度26.4人/平方公里（2009年）。ISTAT代码为091060。